# Správní obvod obce s rozšířenou působností Žamberk
Správní obvod obce s rozšířenou působností Žamberk je od 1. ledna 2003 jedním ze šesti správních obvodů rozšířené působnosti obcí v okrese Ústí nad Orlicí v Pardubickém kraji. Čítá 27 obcí.
Města Žamberk, Jablonné nad Orlicí a Letohrad jsou obcemi s pověřeným obecním úřadem.

## Seznam obcí
Poznámka: Města jsou vyznačena tučně, městyse kurzívou.
- Bystřec
- Česká Rybná
- České Petrovice
- Dlouhoňovice
- Hejnice
- Helvíkovice
- Jablonné nad Orlicí
- Jamné nad Orlicí
- Kameničná
- Klášterec nad Orlicí
- Kunvald
- Letohrad
- Líšnice
- Lukavice
- Mistrovice
- Nekoř
- Orličky
- Pastviny
- Písečná
- Sobkovice
- Studené
- Šedivec
- Těchonín
- Verměřovice
- Záchlumí
- Žamberk
- Žampach

## Obyvatelstvo
| Rok  | Obyv.  | ± %    |
| ---- | ------ | ------ |
| 1869 | 30 830 | —      |
| 1880 | 31 962 | +3,7 % |
| 1890 | 32 727 | +2,4 % |
| 1900 | 30 766 | −6 %   |
| 1910 | 31 184 | +1,4 % |

| Rok  | Obyv.  | ± %     |
| ---- | ------ | ------- |
| 1921 | 29 709 | −4,7 %  |
| 1930 | 29 379 | −1,1 %  |
| 1950 | 24 472 | −16,7 % |
| 1961 | 25 348 | +3,6 %  |
| 1970 | 25 066 | −1,1 %  |

| Rok  | Obyv.  | ± %    |
| ---- | ------ | ------ |
| 1980 | 26 532 | +5,8 % |
| 1991 | 27 970 | +5,4 % |
| 2001 | 28 742 | +2,8 % |
| 2011 | 28 872 | +0,5 % |
| 2021 | 28 324 | −1,9 % |